# Sally Gunnell
Sally Gunnell OBE, född 29 juli 1966, är en f.d. brittisk friidrottare (häcklöpare). 
Gunnell vann både VM och OS på 400 meter häck. Vid VM 1993 i Stuttgart slog hon världsrekordet. Gunnell skadade sig i samband med OS 1996 och valde att avsluta sin aktiva karriär. Efter friidrottskarriären har Gunnell bland annat arbetat som ambassadör för Röda Korset. 1998 fick hon brittiska imperieorden.  